# Trichotettix pilosula
Trichotettix pilosula är en insektsart som beskrevs av Carl Stål 1873. Trichotettix pilosula ingår i släktet Trichotettix och familjen vårtbitare. Inga underarter finns listade i Catalogue of Life.